# Carlos Freitas
Carlos Manuel Rodrigues de Freitas (Lisbona, 22 giugno 1966) è un dirigente sportivo portoghese.

## Carriera
Iniziò come giornalista dall'ottobre 1992 al giugno 1998, nei giornali di Lisbona "Diario de Noticias" e "Record", e "O JOGO", gli ultimi due a tema sportivo. Divenuto esperto del Calcio mondiale, fu agente di calciatori dal luglio 1998 al novembre 1999. 
Fu quindi consigliere del presidente del consiglio d'amministrazione dello Sporting Lisbona, dal novembre 1999 al maggio 2000, quindi direttore generale dello stesso club, dal giugno 2000 all'aprile 2001. Rimasto nella dirigenza dei leões, nell'ottobre 2005 ne diventò direttore sportivo. Lavorò in tale ruolo per tre anni, fino al gennaio 2008. Nel suo primo trascorso in bianco-verde, il club lisboneta concluse le famose vendite degli emergenti Hugo Viana nel 2002, al Newcastle United per 12,75 milioni di euro, Cristiano Ronaldo nel 2003 per 12,24 milioni di sterline e Nani nel 2007 per circa 15 milioni di sterline, entrambi al Manchester United. Dal luglio 2006 al febbraio 2008 fece parte del consiglio d'amministrazione della società bianco-verde.
Dopo passò due anni nel Braga da team manager (da aprile 2008 a giugno 2010), e mezza stagione 2010-2011 come direttore tecnico nel Panathīnaïkos, fino a gennaio 2011; nel marzo dello stesso anno tornò nello Sporting Lisbona, in cui fu sempre direttore sportivo per sette mesi per poi dimettersi con tutto il gruppo dirigente.
Dopo aver passato l'intera stagione 2015-2016 nella francese FC Metz come d.s. (con lui promossa dalla Ligue 2 alla Ligue 1), il 6 giugno 2016 viene ufficializzato il suo incarico come nuovo d.s. della Fiorentina, Serie A italiana, in sostituzione di Pantaleo Corvino (lo stesso Corvino, che l'ha scelto, diventa direttore generale e dell'area tecnica). Nell'estate del 2019 lascia il sodalizio toscano, in concomitanza con l'avvicendamento societario fra la famiglia Della Valle e il nuovo proprietario Rocco Commisso.
Nell'autunno del 2014 l'assemblea generale dello Sporting Lisbona ha avviato contro Freitas e gli altri vertici della società leonina che l'avevano affiancato, un'azione di responsabilità con l'accusa di uso irresponsabile delle finanze del club; richiesta rigettata dal Tribunale di Lisbona nel giugno 2015, per incompetenza a giudicare sulla materia. Il presidente bianco-verde Bruno de Carvalho promuove poi un'altra azione legale al Tribunale Commerciale di Lisbona, imputando un'intera stagione dirigenziale gestita anche da Freitas e chiedendo complessivamente un risarcimento di 73,6 milioni di euro. 